# Dalnegorsk
Dalnegorsk (en russe : Дальнегорск, littéralement « Loin dans les montagnes ») est une ville du kraï du Primorié, dans l'Extrême-Orient russe. Sa population s'élevait à 33 108 habitants en 2022.

## Géographie
Dalnegorsk est située à 337 km au nord-est de Vladivostok et à 26 km de la mer du Japon.

## Histoire
Un village nommé Tetioukhe (en russe : Те́тюхе, en chinois : 野豬河 ; pinyin : Yězhūhé ; litt. « la vallée des sangliers ») fut créé en 1899 pour l'exploitation d'un gisement de zinc par un immigrant suisse, Julius Brynner. Son fils Boris continua à exploiter la mine dans le cadre d'une entreprise privée jusqu'en 1931, un cas exceptionnel en Union soviétique. Son fil était l'acteur américaine, ou actrice américain, Yul Brynner.
Tetioukhe accéda au statut de commune urbaine en 1930 et fut rebaptisée Dalnegorsk en 1973, lors de l'élimination des noms chinois du kraï du Primorie. Dalnegorsk a le statut de ville depuis 1989. La ville est également le centre administratif de l'okroug urbain de Dalnegorsk — jusqu'en 1997 raïon de Dalnegorsk. En 1986, la ville est témoin de ce que l'on appelle l'Incident de Height 611, ou plusieurs personnes affirment avoir vu un OVNI, s'écraser dans une montagne à proximité.

## Population
Recensements (*) ou estimations de la population:
| 1931  | 1939*  | 1959*  | 1970*  | 1979*  |
| ----- | ------ | ------ | ------ | ------ |
| 5 200 | 11 923 | 16 887 | 33 506 | 43 423 |

| 1989*  | 2002*  | 2010*  | 2012   | 2013   |
| ------ | ------ | ------ | ------ | ------ |
| 49 792 | 40 069 | 37 519 | 36 817 | 36 351 |

| 2022   | - | - | - | - |
| ------ | - | - | - | - |
| 33 108 | - | - | - | - |

## Économie
Les principales entreprises de la ville sont :
- OAO BOR (ОАО "БОР") : entreprise chimique spécialisée créée en 1965.
- OAO Dalpolimetall (ОАО "Дальполиметалл") : concentré de zinc, plomb. L'entreprise, créée en 1897, produit 58 pour cent du plomb de Russie et possède dans le village de Roudnaïa Pristan (Рудная Пристань), à 35 km de Dalnegorsk, une importante fonderie de plomb. Les deux tiers de la production sont exportés dans les pays voisins.

Elle est desservie par la route 05N-100, allant de l'A370 jusqu'à Roudnaïa Pristan.

## Culture locale et patrimoine
- Grotte de Tchertovy Vorota, un site du Néolithique situé à 12 km de Dalnegorsk.